# Beat It
«Beat It» (с англ. — «Проваливай») — песня американского музыканта Майкла Джексона. Третий сингл из шестого студийного альбома певца Thriller. Был выпущен на лейбле Epic Records 3 февраля 1983 года. Песня была написана Джексоном и спродюсирована им самим и Куинси Джонсом. Гитарное соло было исполнено Эдди Ван Халеном, лидером рок-группы Van Halen. Текст направлен против бандитизма и насилия.
31 марта 1983 года на телеканале MTV состоялась премьера видеоклипа на «Beat It». Режиссёром ролика выступил Боб Джиральди. Вслед за «Billie Jean» новый видеоклип попал в горячую ротацию канала. В клипе Джексон был одет в красную кожаную куртку, впоследствии оказавшую большое влияние на моду 1980-х годов. Песня, сочетающая в себе элементы ритм-н-блюза и рока, стала первой композицией афроамериканца, регулярно появлявшейся в эфире американских рок-радиостанций. «Beat It» заняла первые строчки американских чартов Billboard Hot 100 и R&B Singles, а также поднялась на 14-е место в чарте Mainstream Rock Tracks.
Композиция была положительно оценена музыкальными критиками. Песня и видеоклип к ней были отмечены множеством наград, среди которых две статуэтки «Грэмми» и две American Music Awards.

## История создания и особенности композиции
Джексон начал работу над песней во время записи альбома Thriller в 1982 году. Продюсер Куинси Джонс хотел, чтобы на пластинку попала композиция в жанре рок-музыки, что-то похожее на песню «My Sharona» группы The Knack. По словам Джексона, процесс создания пошёл очень быстро. Ему хотелось, чтобы в новой песне звучали громкие ударные, придающие ей африканский колорит, затем появилась идея гитарной партии. Показывая голосом, как должны звучать партии всех инструментов в композиции, певец записал их на диктофон, затем принёс плёнку музыкантам и подготовил с ними демоверсию. Джексон рассказывал, что, создавая «Beat It», он задумался над тем, как он повёл бы себя, столкнувшись с бандитом один на один. В контексте композиции выражение «beat it» принимает сленговое значение, и певец призывает слушателя не драться, а спастись, немедленно покинув место встречи: «Тебе хочется выглядеть мужчиной, а не мальчишкой, но тебе дорога жизнь, так что делай то, что тебе по зубам. Проваливай отсюда, проваливай!» (англ. «Don’t wanna be a boy, you wanna be a man/
You wanna stay alive, better do what you can/So beat it, just beat it»)
Джонс знал, что у Джексона есть что-то подходящее, но певец не торопился показывать ему свои наработки. Наконец, прослушав сырую запись, Джонс понял, что это — именно то, что они искали. Продюсер, критично относившийся к «Billie Jean» — песне, ставшей самым большим хитом из альбома — считал «Beat It» ключевым треком пластинки.
Джексон и Джонс потратили много времени на поиски подходящего соло-гитариста. В результате, на запись был приглашён Эдди Ван Хален, лидер рок-группы Van Halen. Он записал свою партию, длившуюся около 30-ти секунд, безвозмездно: «Я не хотел брать плату за это», — вспоминал Ван Хален, — «Люди не понимают, почему. По мнению членов моей группы и нашего менеджера я был полным дураком». Стив Люкатер, сыгравший партии баса и ритм-гитары, вспоминал, как Джексон и Джонс привезли в дом Ван Халена черновую запись «Beat It». Планировалось, что соло прозвучит во время исполнения одного из куплетов. Попросив разрешения, гитарист внёс некоторые изменения в музыку, звучавшую одновременно с его партией. В тот момент, когда Ван Хален начал запись соло, техник, не знавший об этом, постучал в дверь студии. Записанный впоследствии звук по решению Джексона не был вырезан и вошёл в окончательную версию песни. Поскольку гитарист записал своё соло на неподходящую двухдюймовую плёнку, Люкатеру и ещё одному участнику записи «Beat It», барабанщику Джеффу Поркаро пришлось сводить песню заново. Звуки гонга в самом начале композиции были созданы на синтезаторе синклавире. «Beat It» стала одной из последних композиций, которые были записаны для Thriller.
В начале 1980-х годов слияние ритм-н-блюза и рока считалось необычным, и «Beat It» сочетает в себе элементы именно этих музыкальных жанров. В 1984 году в интервью журналу Ebony певец рассказал о композиции: «Я хотел написать песню, которую сам купил бы, если бы интересовался рок-музыкой. Так я приблизился к этому стилю, я хотел, чтобы этой песней наслаждалась вся молодёжь: от школы до колледжа».
По информации портала MusicNotes.com «Beat It» — композиция умеренно-быстрого темпа, написанная в тональности ми-бемоль минор.

## Выпуск сингла и критика
Предыдущий сингл был ещё на пути к десятке чарта Billboard Hot 100, выпускать следующую композицию по мнению лейбла было слишком рано, однако Фрэнк Дилео, тогдашний глава отдела промоушена компании Epic Records, предложил рискнуть. «Beat It» была выпущена синглом 3 февраля 1983 года, через месяц после релиза «Billie Jean». В продажу поступили 7- и 12-дюймовые виниловые пластинки. В результате, две песни Джексона одновременно оказались в десятке Hot 100. 30 апреля 1983 года «Beat It» возглавила чарт, став вторым синглом № 1 из альбома Thriller. Композиция продержалась на вершине три недели. Кроме того, песня заняла первую строчку R&B Singles и добралась до 14-го места в чарте Mainstream Rock Tracks.
В 1984 году в США была запущена социальная рекламная кампания по борьбе с управлением автомобилем в нетрезвом виде — композиция «Beat It» сопровождала рекламные ролики на телевидении. За участие в кампании Джексон получил в Белом доме специальную награду от Рональда Рейгана.
Критики положительно оценили новый сингл Джексона. В Rolling Stone «Beat It» посчитали лучшей песней в альбоме Thriller — отличной танцевальной композицией, не имеющей никаких признаков стиля диско. Рецензент портала AllMusic Стивен Томас Эрлевайн отметил, что на пластинке Джексона такие «нежные» и «сентиментальные» песни как «Human Nature» и «The Girl Is Mine» комфортно сосуществуют с «жёсткой, пугающей» «Beat It». В Sputnikmusic писали, что «Beat It», «находящаяся на гребне волны метала, штурмом атакует рок-нацию». Роберт Кристгау посчитал композицию триумфом альбома Thriller, а в журнале Time её назвали «асфальтовой арией».

## Музыкальное видео
Первоначально планировалось, что работать над новым видеоклипом Джексона будет Стив Бэррон, уже снявший для певца «Billie Jean». По версии режиссёра события должны были разворачиваться на корабле с белыми рабами на борту, причём Джексон должен был играть роль рабовладельца. От концепции Бэррона пришлось отказаться: в затронутой им тематике было слишком много политики.

Кадр из видеоклипа Майкла Джексона «Beat It»

В результате, режиссёром видеоклипа на песню «Beat It» выступил Боб Джиральди. Сотрудничество между Джексоном и Джиральди началось, когда певец просмотрел несколько его рекламных роликов. Режиссёр хотел снять и предыдущий видеоклип Джексона, «Billie Jean», однако работа над ним уже подходила к концу, поэтому певец предложил ему поработать над «Beat It». Бюджет составил 150 000 долларов, причём руководство компании CBS Records отказалось профинансировать проект, певец сам оплатил съёмки.
По сюжету Джексон выступает в качестве миротворца: он предотвращает схватку между двумя враждующими уличными бандами. Журналисты писали о том, что концепция клипа основана на сюжете мюзикла Вестсайдская история, однако Боб Джиральди опроверг эту информацию. По его словам, мысль подал знакомый: он рассказал режиссёру историю о том, как двое мужчин боролись на выкидных ножах, причём один из них привязал своё запястье к запястью другого. Видеоклип оканчивается массовым танцем, ставшим одной из визитных карточек певца. Хореографом выступил Майкл Петерс, участие в создании постановки принял и сам Джексон.
Для реалистичности происходящего певец решил пригласить на съёмки реальных участников враждующих уличных банд Crips и Bloods. В постановке приняли участие 80 бандитов и 30 профессиональных танцоров. Съёмки прошли в начале марта 1983 года в районе Скид Роу в Лос-Анджелесе и длились две ночи. За это время между участниками банд произошло несколько инцидентов, поэтому наряды полиции, вызванные для обеспечения безопасности, несколько раз хотели прервать съёмочный процесс.
Премьера видеоклипа состоялась 31 марта 1983 года на MTV, через месяц после премьеры предыдущего видео Джексона. Несмотря на то, что по формату телеканала следовало бы взять «Beat It» в ротацию первым, руководство канала выбрало «Billie Jean»: таким образом они рассчитывали привлечь к себе внимание как можно большего количества поклонников певца.
В 1984 году песня и видеоклип к ней стали предметом пародии американского музыканта «Странного Эла» Янковича, его версия называлась «Eat It» (рус. «Съешь Это»). Джексон, обладавший отличным чувством юмора, дал разрешение на использование его песни и клипа. Режиссёр оригинального видео, Боб Джиральди, был не в восторге: «Я ненавидел пародию Янковича, он посмеялся над тем, что было для меня важно и дорого». Сам пародист рассказал, что, как только «Eat It» попала в тяжёлую ротацию на радио и телевидении, он проснулся знаменитым. Пародия Янковича получила золотую сертификацию RIAA.

## Концертные выступления
В 1984 году «Beat It» впервые была включена в сет-лист: Джексон стал исполнять композицию на концертах турне группы The Jacksons Victory. 14 июля 1984 года на одном из концертов тура в Далласе к Джексону присоединился Эдди Ван Хален, он исполнил своё гитарное соло. Наряду с «Billie Jean», «Beat It» стала гвоздём программы и в дальнейшем вошла в сет-листы всех сольных туров певца: Bad World Tour (1987—89 гг.), Dangerous World Tour (на первом этапе в 1992 г.) и HIStory World Tour (1996—97 гг.). Песня была исполнена на специальном концерте, посвящённом дню рождения султана Брунея в 1996 году Планировалось, что композиция войдёт в сет-лист несостоявшегося в связи с кончиной певца тура This Is It. В большинстве случаев гитарные соло на шоу исполняла Дженнифер Баттен, на концертах This Is It сыграть их должна была Орианти Панагарис. В 2001 году во время выступления с «Beat It» на двух шоу, посвящённых 30-летию сольной карьеры Джексона, к певцу присоединился гитарист Слэш. Телевизионная версия концерта, включавшая исполнение песни на одном из этих мероприятий, была показана на телеканале CBS в ноябре того же года.
В программах сольных концертных турне Джексона «Beat It» обычно исполнялась после «Workin’ Day And Night» или «Thriller». Предыдущий номер заканчивался фокусом с исчезновением, и певец появлялся на другом конце сцены, на подъёмнике. Спустя некоторое время певец возвращался на сцену, и далее постановка повторяла сюжет видеоклипа: Джексон разнимает две конфликтующие «банды» танцоров.
На подъёмнике исполнитель появлялся в чёрном развевающемся плаще. Спустившись на сцену, Джексон снимал плащ и оставался в куртке, аналогичной той, что была на певце в видеоклипе. Костюмеры шили её из различных тканей, но внешний вид куртки с годами практически не изменялся. Она была красной на всех выступлениях Джексона, лишь для двух концертов, посвящённых 30-летию сольной карьеры певца, была сшита чёрная.
Концертные выступления с «Beat It» были выпущены официально на DVD: Live in Bucharest: The Dangerous Tour и Live at Wembley July 16, 1988. Репетиция для тура This Is It вошла в документальный музыкальный фильм Майкл Джексон: Вот и всё.

## Влияние и наследие

### Музыкальная индустрия
Вслед за «Billie Jean» «Beat It» продолжила пробивать расовый барьер на радио и телевидении, прокладывая путь таким артистам, как Принс и Уитни Хьюстон. Несмотря на волну популярности таких исполнителей, как Джими Хендрикс и группа Sly & the Family Stone, услышать чернокожих артистов на американских рок-радиостанциях начала 1980-х годов было невозможно. «Beat It» стала первой песней афроамериканца, попавшей в их горячую ротацию: огромная популярность композиции заставила даже самых упрямых диджеев на радио и руководство MTV включить её в свои плей-листы. С её помощью Джексон продемонстрировал, что музыка может быть универсальной, и что любой артист может оказаться на волне мейнстрима, независимо от его расовой принадлежности.
В Rolling Stone писали: «„Beat It“ тонко показала то, что Джексон педантично будет продолжать повторять и почти 10 лет спустя в песне „Black or White“: „Неважно, чёрный ты или белый“. Не каждый прислушался к этому посылу, однако те, кому это удалось, обнаружили готовую формулу, по которой можно смешать поп, рок и ритм-н-блюз».

### Мода
Красная кожаная, отдекорированная 27-ю молниями куртка в сочетании с чёрными укороченными брюками, белыми носками и лоферами представляет собой один из самых запоминающихся образов в карьере Майкла Джексона. Куртка во многом определила моду 1980-х годов: спустя некоторое время после премьеры видеоклипа «Beat It», любой посетитель местного торгового центра в США неизбежно встречал множество людей в аналогичных предметах гардероба. Американская сеть магазинов одежды Merry-Go-Round продала более 50 000 подобных изделий. Тенденция распространилась по миру со скоростью лесного пожара. Спустя год после выпуска видеоклипа, Джексон появился в одном из рекламных роликов Pepsi ещё и в чёрно-белой куртке, обшитой застёжками-молниями.
Курткой Джексона вдохновлялись и известные модельеры: Жан-Поль Готье, дизайнеры модного дома Balmain. Аналогичные предметы одежды после Джексона надевали многие другие знаменитые артисты. Кроме того, куртка появилась на героях таких фильмов, как: «Певец на свадьбе», «Люди в чёрном 2», «Шаг вперёд 2».

## Список композиций
- 7" (номер в каталоге Epic Records — 55-03759)[66]

| №  | Название  | Длительность |
| -- | --------- | ------------ |
| 1. | «Beat It» | 4:11         |

| №  | Название           | Длительность |
| -- | ------------------ | ------------ |
| 2. | «Get on the Floor» | 4:45         |

- 12" (номер в каталоге Epic Records — TA 3258)[66]

| №  | Название  | Длительность |
| -- | --------- | ------------ |
| 1. | «Beat It» | 4:11         |

| №  | Название                                                             | Длительность |
| -- | -------------------------------------------------------------------- | ------------ |
| 2. | «Burn This Disco Out»                                                | 3:38         |
| 3. | «Don’t Stop ’Till You Get Enough» (Live Version, feat. The Jacksons) | 4:22         |

## Участники записи
| - Майкл Джексон — музыка, текст, вокал, бэк-вокал, барабанная установка, аранжировка вокала, ритма - Эдди Ван Хален — гитарное соло - Грег Филингейнс — родес-пиано, синтезатор - Билл Уолфер — клавишные - Том Бехлер — синклавир | - Стив Поркаро — синтезатор, программирование синтезатора - Стив Люкатер — гитары, электрический бас - Пол Джексон — гитара - Джефф Поркаро — ударные - Куинси Джонс — аранжировка ритма |

## Позиции в чартах и сертификации
| Чарт (1983)             | Высшая позиция |
| ----------------------- | -------------- |
| Австрия                 | 6              |
| Бельгия (Фландрия)      | 1              |
| Великобритания          | 3              |
| Европа                  | 1              |
| Канада                  | 1              |
| Нидерланды              | 1              |
| Новая Зеландия          | 1              |
| Норвегия                | 8              |
| США (Hot 100)           | 1              |
| США (R&B/Hip-Hop Songs) | 1              |
| США (Mainstream Rock)   | 14             |
| ФРГ                     | 2              |
| Швейцария               | 2              |
| Швеция                  | 19             |
| Чарт (2006)             | Высшая позиция |
| Великобритания          | 15             |
| Испания                 | 1              |
| Италия                  | 12             |
| Нидерланды              | 27             |
| Франция                 | 47             |
| Чарт (2008)             | Высшая позиция |
| Дания                   | 31             |
| Чарт (2009)             | Высшая позиция |
| Австралия               | 17             |
| Великобритания          | 19             |
| Дания                   | 16             |
| Испания                 | 15             |
| Италия                  | 12             |
| Нидерланды              | 7              |
| Новая Зеландия          | 24             |
| США (Hot Digital Songs) | 7              |
| Финляндия               | 12             |
| Швейцария               | 11             |
| Швеция                  | 37             |
| Чарт (2010)             | Высшая позиция |
| Швеция                  | 50             |
| Чарт (2012)             | Высшая позиция |
| Франция                 | 135            |

| Страна                 | Сертификат             |
| ---------------------- | ---------------------- |
| Италия (FIMI)          | Золотой                |
| Нидерланды (NVPI)      | Золотой                |
| Новая Зеландия (RIANZ) | Золотой                |
| Австралия (ARIA)       | Платиновый             |
| Германия (BVMI)        | Платиновый             |
| Дания (IFPI Denmark)   | Платиновый             |
| Канада (Music Canada)  | Платиновый             |
| Франция (SNEP)         | Платиновый             |
| Япония (RIAJ)          | Платиновый             |
| Великобритания (BPI)   | 2× Платиновый          |
| Мексика (AMPROFON)     | Бриллиантовый+ Золотой |
| США (RIAA)             | 8× Платиновый          |

## Награды и номинации
| Год  | Награда                | Номинированная работа | Категория                                                | Результат | Источник      |
| ---- | ---------------------- | --------------------- | -------------------------------------------------------- | --------- | ------------- |
| 1983 | Billboard Video Awards | Песня                 | Лучшее мужское исполнение                                | Победа    | [ 33 ]        |
| 1983 | Billboard Video Awards | Видеоклип             | Лучший видеоклип                                         | Победа    | [ 33 ]        |
| 1983 | Billboard Video Awards | Видеоклип             | Лучшая хореография                                       | Победа    | [ 33 ]        |
| 1983 | Billboard Video Awards | Видеоклип             | Лучшее использование видео для продвижения песни         | Победа    | [ 33 ]        |
| 1983 | Billboard Video Awards | Видеоклип             | Лучшее использование видео для укрепления имиджа артиста | Победа    | [ 33 ]        |
| 1983 | Black Gold Awards      | Видеоклип             | Лучший видеоклип                                         | Победа    | [ 33 ]        |
| 1984 | American Music Awards  | Видеоклип             | Лучшее поп/рок видео                                     | Победа    | [ 97 ]        |
| 1984 | American Music Awards  | Видеоклип             | Лучшее соул/ритм-н-блюз видео                            | Победа    | [ 97 ]        |
| 1984 | Grammy Awards          | Песня                 | Запись года                                              | Победа    | [ 98 ] [ 99 ] |
| 1984 | Grammy Awards          | Песня                 | Лучший мужской рок-вокал                                 | Победа    | [ 98 ] [ 99 ] |
| 1984 | Grammy Awards          | Песня                 | Песня года                                               | Номинация | [ 100 ]       |

## Beat It 2008
В 2008 году в список композиций переиздания альбома Thriller 25 вошёл ремикс под названием «Beat It 2008». В новой версии песня стала дуэтной: к оригинальному вокалу Джексона была добавлена вокальная партия певицы Ферги. В качестве сингла ремикс не выпускался.
Композиция была отрицательно воспринята музыкальными критиками. Обозреватели портала AllMusic отметили, что Ферги «попугайничает», повторяя слова Джексона. В Rolling Stone посчитали, что песня претендует на звание самого «бессмысленного музыкального момента года». Критики IGN писали, что слушатели должны быть благодарны создателям ремикса за то, что гитарное соло Эдди Ван Халена хотя бы частично сохранилось в песне, но участие Ферги критики не оценили, по их мнению женская интерпретация искажает смысл композиции.